# True Black Essence (History)
True Black Essence (History) è un bootleg non ufficiale pubblicato dalla band viking/black metal Bathory nel 1999. Il disco è una raccolta di tracce mai pubblicate, demo e altre rarità.

## Tracce
1. "Intro"
2. "In Conspiracy with Satan"
3. "Necromancy – Sacrifice"
4. "Raise the Dead"
5. "Sacrifice"
6. "The Return of the Darkness and Evil"
7. "Valhalla"
8. "Satan My Master"
9. "In Nomine of Satan"
10. "Resolution Greed"
11. "Witchcraft"
12. "Genocide"
13. "Call from the Grave" (Live '87)
14. "Interview"
15. "One Rode to Asa Bay"

## Formazione
- Quorthon - voce, chitarra, percussioni, effetti
- Kothaar - basso
- Vvornth - batteria